# Homer Glen
Homer Glen és una població dels Estats Units a l'estat d'Illinois. Segons el cens del 2004 tenia 24.083 habitants.

## Demografia
Segons el cens del 2000, Homer Glen tenia 24.083 habitants. La densitat de població era de 849,2 habitants/km².
Entorn de l'11,5% de les famílies i el 15,8% de la població estaven per davall del llindar de pobresa.